# Antsohihy
Antsohihy – miasto w północnej części Madagaskaru, stolica regionu Sofia. Według spisu z 2018 roku liczy 38,3 tys. mieszkańców.
Przebiega przez nie droga Route nationale 6.